# Sclerosi
In medicina, la sclerosi (dal greco σκλήρωσις "indurimento"; pronuncia: sclèrosi o scleròsi ) è la sostituzione della componente epiteliale di un organo o di un tessuto con una componente fibrosa. Le cause che portano a tale manifestazione sono innumerevoli, ma solitamente è causata da un rimpiazzo del normale parenchima dell'organo con tessuto connettivo (se accompagnata da iperplasia non coordinata si parlerà di cirrosi). Viene utilizzato in medicina anche come suffisso.

## Tipologia

### Patologie
- Sclerodermia
- Sclerosi lombare
- Sclerosi laterale primaria
- Sclerosi multipla
- Sclerosi laterale amiotrofica
- Sclerosi ossea
- Sclerosi tuberosa e Sclerosi tuberosa di Bourneville

### Trattamenti
- Scleroterapia e scleroterapia endoscopica

## Eziologia
Fra le varie cause vi sono malattie infiammatorie e il continuo accumularsi dei sali minerali che porta ad un deposito eccessivo.